# 알비다 (해적)

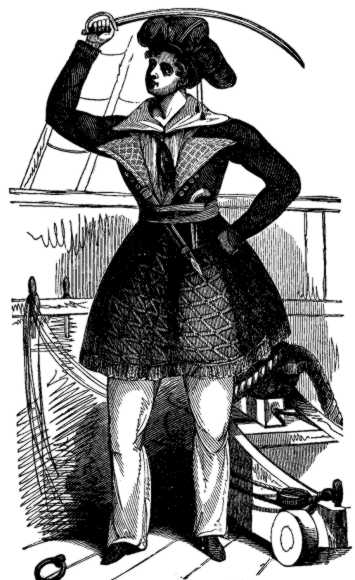

알비다(Alwida) 또는, 아빌다(Awilda), 혹은 알빌다(Alwilda)는 역사상 가장 오래된 시기에 유명해진 여자 해적이다. 발트해를 무대로 활동했다.

## 스토리
알비다는 6세기 경의 스칸디나비아 왕녀로, 왕은 공주를 덴마크의 알프 황태자(crown prince Alf)와 결혼시키려고 했다.

그러나 알비다는 아버지의 부탁을 고집스럽게 거절했다.

결국 그녀는 다수의 여성 친구들과 함께 뱃사람 복장을 하고 배를 준비해 발트해로 도망쳤다.
항해 중에 그녀와 일행은 우연히 최근에 선장을 잃은 해적선과 조우했다. 그녀들은 용감하게도 그 해적들과 며칠 동안이고 놓치지 않고 뒤쫓았고., 해적들은 마침내 알비다를 차기 선장으로 인정했다. 해적들은 그 후 대성공을 거두다가 결국에는 스칸디나비아에서 유명한 해적이 될 수 있었다.
이 때 덴마크의 왕은 고심해 고른 부하와 황태자를 해적 퇴치를 위해 보냈다. 알프 황태자 일행은 해적선에 갈아타 전투를 시작해 유리하게 전황을 이끌었다. 그러자 알비다는 왕자의 용감함이 마음에 들어 싸움을 그치고 정체를 밝혔고, 알프와 결혼할 것을 결의했다.

## 기타
일본 만화 원피스의 여성 해적 선장 알비다(Alvida)는 이 인물을 참고한 것이다.

## 같이 보기
- 국제 해적처럼 말하기 날